# ベクトル場
ベクトル場（ベクトルば、英: vector field）とは、数学において、幾何学的な空間の広がりの中でベクトル的な量の分布を表すものである。単純化された設定のもとではベクトル場はユークリッド空間 Rn （またはその開集合）からベクトル空間 Rn への関数として与えられる。（局所的な）座標系のもとでベクトル場を表示するときは座標に対してベクトルを与えるような関数を考えることになるが、座標系を変更したときにこの関数は一定の規則に従って変換を受けることが要請される。
ベクトル場の概念は物理学や工学においても積極的にもちいられ、例えば動いている流体の速さと向きや、磁力や重力などの力の強さと向きなどが空間的に分布している状況を表すために用いられている。
現代数学では多様体論にもとづき、多様体上の接ベクトル束の断面として（接）ベクトル場が定義される。

## 定義
M を n 次元の多様体（あるいは、同値なことだが、ユークリッド空間 Rm の部分集合で局所的には自由度 n の座標が入るようなもの）とするとき、M 上のベクトル場 X は写像 V: M → Rm で次の条件を満たすものとして定義される。
p を M の任意の点とし、p のまわりに二種類の座標系 (x1, ..., xn)、(y1, ..., yn) が考えられるとする。座標系 (x1, ..., xn) にもとづく V の表示を Vx （これは n 変数の n 次元ベクトル値関数である）、座標系 (y1, ..., yn) にもとづく V の表示を Vy  （これも n 変数の n 次元ベクトル値関数である）とするとき、{\displaystyle V_{x}={\frac {\partial x}{\partial y}}V_{y}} がなりたつ。
したがって、ベクトル場 V からは座標系ごとに n 変数のベクトル値関数による表示が得られることになるが、座標系が交わるところでは上に挙げた条件によって関数たちが張り合わされ、幾何学的に内在的なものがえられている。
現代数学ではこの定義がさらに抽象化され多様体 M の上で各点に対する接ベクトルの分布を与えるものとして理解される。M の点 p における接ベクトル v を考えることと、p のまわりで定義された微分可能関数にたいして p において v の方向への微分を与える作用素 {\displaystyle \partial _{v}} を考えることは同じことになる。したがって p における微分写像のなす空間 TpM （この概念は o のまわりの座標の取り方によらない）が p における接ベクトルの空間を与えていると見なせ、ベクトル場は接ベクトルの分布をあらわす写像 {\displaystyle X:M\rightarrow TM=\bigcup _{p\in M}T_{p}M,X(p)\in T_{p}M} によって与えられていると考えることができる。

## ベクトル場に対する操作
ベクトルについての加法や減法、定数倍などの操作を各点ごとに考えることでこれらの操作がベクトル場についても定義される。特に、連続関数fとベクトル場Xについて各点ごとの積fXを考えることができる。
多様体 M にリーマン計量 g が与えられているとする。f が M 上の微分可能関数のとき、{\displaystyle g(Y,\operatorname {grad} f)=Y(f)} で特徴づけられるようなベクトル場 grad f を考えることができるが、これは（g に関する）勾配 grad f とよばれる。
R3上のベクトル場X = (x1, x2, x3): R3 → R3に対してその発散
{\displaystyle \operatorname {div} \,{\boldsymbol {X}}=\nabla \cdot {\boldsymbol {X}}:={\frac {\partial X_{1}}{\partial x}}+{\frac {\partial X_{2}}{\partial y}}+{\frac {\partial X_{3}}{\partial z}}}
や回転
{\displaystyle \operatorname {rot} \,{\boldsymbol {X}}=\nabla \times X:={\begin{bmatrix}\displaystyle {\frac {\partial X_{3}}{\partial y}}-{\frac {\partial X_{2}}{\partial z}}\\[1em]\displaystyle {\frac {\partial X_{1}}{\partial z}}-{\frac {\partial X_{3}}{\partial x}}\\[1em]\displaystyle {\frac {\partial X_{2}}{\partial x}}-{\frac {\partial X_{1}}{\partial y}}\end{bmatrix}}}
が定義される。多様体論の枠組みでは、これらはR3上の接ベクトル場に対する操作というよりも、2次微分形式や1次微分形式に対する外微分として自然に理解される。

### ベクトル場の決定
R3 上のベクトル場は、その発散と回転によって定まる。
すなわち、ベクトル場 V と W について
{\displaystyle \nabla \cdot {\boldsymbol {V}}=\nabla \cdot {\boldsymbol {W}}}

{\displaystyle \nabla \times {\boldsymbol {V}}=\nabla \times {\boldsymbol {W}}}
がなりたっていれば V と W は一致している。

### ヘルムホルツの定理
全てのベクトル場 V は、スカラーポテンシャル φ 、ベクトルポテンシャル A を用いて、
{\displaystyle {\boldsymbol {V}}=\nabla \phi +\nabla \times {\boldsymbol {A}}}
と表せる。

## 流れ
多様体 M 上のベクトル場 X があたえられたとき、各点での速度が X によって表されるような M 上の流れ（flow、フロー）を考えることができる。通常は技術的な仮定として、X がコンパクトな台を持つことが要請される。そのとき M の任意の任意の点 p について初期値付きの微分方程式
{\displaystyle {\frac {d\phi _{t}(p)}{dt}}(q)=X_{q},\quad \phi _{0}(p)=p}
は一意に定まる解を持ち、任意の t について写像 φt: p → φt(p) は M 上の微分同相を定めている。実数の加法群 R から M の微分同相群 Diff(M) への写像 φ: t → φtは群の準同型になり、X の流れとよばれる。この流れ φ は X によって速度を指定された M 上の力学系を表している。

## 物理学におけるベクトル場の例
電磁気力や重力といった力を及ぼす空間を場（工学では「界」）といい、以下の例がある。
- 電磁場
  - 電場
  - 磁場
- 重力場